# Śmierć komiwojażera (film 1951)
Śmierć komiwojażera (oryg. Death of a Salesman) – amerykański dramat filmowy z 1951 roku  reżyserii László Benedeka. Scenariusz do filmu powstał na podstawie sztuki Arthura Millera pod tym samym tytułem.

## Fabuła
Życie sześćdziesięcioletniego Willy’ego Lomana to pasmo niepowodzeń. Jego żona Linda wspiera go, mimo to bohater zaczyna tracić kontakt z rzeczywistością. Linda próbuje znaleźć odpowiedź na pytanie: co poszło nie tak w ich życiu?  Granica między przeszłością a teraźniejszością zaczyna się zacierać.

## Obsada
- Fredric March jako Willy Loman
- Mildred Dunnock jako Linda Loman
- Kevin McCarthy jako Biff Loman
- Cameron Mitchell jako Happy Loman
- Howard Smith jako Charley
- Royal Beal jako Ben
- Don Keefer jako Bernard
- Jesse White jako Stanley
- Claire Carleton jako panna Francis
- David Alpert jako Howard Wagner

## Nagrody i nominacje
Nagroda Akademii Filmowej
- Najlepszy aktor pierwszoplanowy – Fredric March (nominacja)
- Najlepszy aktor drugoplanowy – Kevin McCarthy (nominacja)
- Najlepsza aktorka drugoplanowa – Mildred Dunnock (nominacja)
- Najlepsza muzyka w dramacie lub komedii – Alex North (nominacja)
- Najlepsze zdjęcia – filmy czarno-białe – Franz Planer (nominacja)

Złoty Glob
- Najlepszy aktor w filmie dramatycznym – Fredric March
- Najlepszy reżyser – László Benedek
- Najbardziej obiecujący nowy aktor – Kevin McCarthy
- Najlepsze zdjęcia – czarno-białe – Franz Planer

13. MFF w Wenecji
- Puchar Volpiego dla najlepszego aktora – Fredric March
- Złoty Lew – László Benedek (nominacja)

BAFTA
- Najlepszy aktor zagraniczny – Fredric March (nominacja)

Amerykańska Gildia Reżyserów Filmowych
- Najlepsze osiągnięcie reżyserskie w filmie fabularnym – László Benedek (nominacja)

Amerykańska Gildia Scenarzystów
- Najlepszy scenariusz dramatu – Stanley Roberts (nominacja)
- Nagroda im. Roberta Meltzera – Stanley Roberts (nominacja)